# Wszystko czego dziś chcę
Wszystko czego dziś chcę – piosenka Izabeli Trojanowskiej wydana w 1981 na jej debiutanckim albumie Iza.
Podkład instrumentalny do piosenki gościnnie zagrał zespół Budka Suflera (u jego boku ówcześnie wokalistka koncertowała, współpracę zaś skończyła w lutym 1981). Oryginalna wersja utworu została zarejestrowana w System Studio w Lublinie w 1980. W latach 80. podkład instrumentalny do utworu grany był na koncertach przez zespół Stalowy Bagaż, w skład którego wszedł m.in. Aleksander Mrożek.
Trojanowska zaśpiewała piosenkę na XVIII Krajowym Festiwalu Piosenki Polskiej w Opolu (na którym zdobyła nagrodę Miss Obiektywu) i na festiwalu w Sopocie.

## Twórcy
- Izabela Trojanowska – śpiew
- Romuald Lipko – muzyka
- Andrzej Mogielnicki – autor tekstu
- Andrzej Poniatowski – realizacja nagrania, inżynier dźwięku
- Budka Suflera – zespół towarzyszący
- Zbigniew Namysłowski – saksofon

## Treść utworu
Jest to z jednej strony lekko tylko zakamuflowany erotyk, z drugiej publicystyka, opisująca ówczesną rzeczywistość. Podmiot liryczny utworu wyraża swoje oczekiwania wobec napotkanego najprawdopodobniej w klubie partnera. Podmiot liryczny informuje partnera, że nie interesują jej żadne plany na przyszłość, a wyłącznie szybki seks. Izabela Trojanowska przyznała po latach, że nie wychwyciła erotycznych aluzji i gdyby o nich wiedziała, nie zaśpiewałaby utworu, zaś Andrzej Mogielnicki określił piosenkę jako „jedno z najbardziej obrazoburczych dzieł, jakie stworzył”.

## Covery
- W 2008 własną wersję piosenki nagrał zespół Dick4Dick. Nagranie zostało umieszczone na dwupłytowej składance Wszystkie Covery Świata[6].
- W 2009 Candy Girl nagrała cover piosenki jako singel promujący jej debiutancki album Hałas w mojej głowie. Utwór pojawił się na Sopot Hit Festiwal w wykonaniu Hetmańskiej i Trojanowskiej[7]. Do piosenki powstał klubowy teledysk w reżyserii Pawła Krawczyka[8].
- Piosenkarz Michal David wykonuje czeską wersję tej piosenki o tytule „Dívka na inzerát”.
- W 2016 utwór znalazł się w filmie Wszystko gra w wykonaniu Elizy Rycembel, Karoliny Czarneckiej i Ireny Melcer[9].
- W 2018 swoją wersję piosenki nagrała Monika Brodka wraz z A-GIM (Agim Dżejlili) na potrzeby ścieżki dźwiękowej do serialu Rojst[10]. Singiel uzyskał status podwójnie platynowej płyty[11].